# ヴァロワ

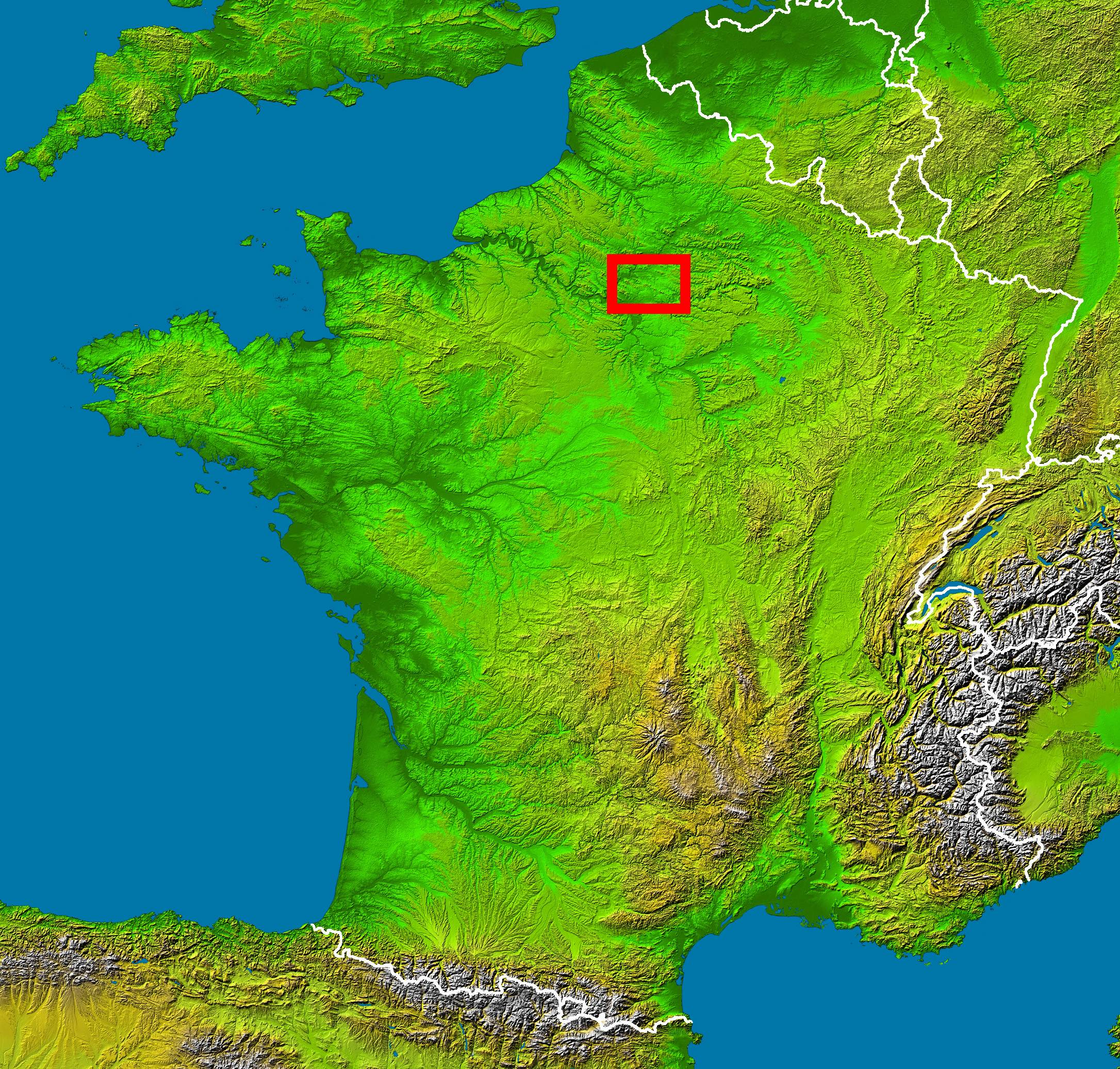
フランスにおけるヴァロワの位置

ヴァロワ （Valois）は、フランスの自然区分上の地方名。現在のオワーズ県とエーヌ県をまたいでいる。

## 地理
ヴァロワはオワーズ県の南東部と、そこと接するエーヌ県の一部を含む。北はソワソネ、東はシャンパーニュ、南はブリーとイル＝ド＝フランス、西はボーヴェジと接している。最初はヴェズが中心地だったが、中世からアンシャン・レジーム終わりまではクレピー＝アン＝ヴァロワが中心となった。その他の主要なコミューンは、ラ・フェルト＝ミヨン、ヴィレール・コトレ、サンリス、コンピエーニュである。

## 歴史
メロヴィング朝時代のラテン語名pagus Vadensisが、カロリング朝時代の名Valesiaにつながっている。
カロリング朝後、初めてヴァロワのカウンティが登場する。このカウンティは世襲制であった。カペー朝初期にヴェクサン伯領と統合され、1077年にカペー朝の傍系ヴェルマンドワ家がクレピー＝アン＝ヴァロワを本拠地とした。1214年、フィリップ2世がヴァロワを王領に加えた。ヴァロワ伯領は中世に封土であり、1284年にはフィリップ3世がヴァロワ伯の称号とともに領地を末息子のシャルル王子に与えた。シャルル王子がヴァロワ家の初代である。
1328年、フィリップ6世はヴァロワ家から初めてフランス王となった。この家系は1589年にアンリ3世が死去するまで続いた。王家はヴァロワの称号をヴァロワ＝オルレアン家に継承させた。ヴァロワは王室の一員のための公国であった。
1630年、ルイ13世はヴァロワ公を王弟のオルレアン公ガストン・ド・フランスに与えた。ガストンには成人した男子がなかったため、ヴァロワはやがて王領に戻った。1661年、ルイ14世はヴァロワを王弟フィリップ・ド・フランスへ与えた。彼の子孫がフランス革命までヴァロワ公の称号を継承した。